# ناصر أبو فرحة
ناصر أبو فرحة هو عالم أنثروبولوجيا ورجل أعمال اجتماعي فلسطيني أمريكي. وهو مؤسس شركة كنعان للتجارة العادلة وجمعية فلسطين للتجارة العادلة - وهي شبكة من المزارع العائلية الصغيرة المنظمة في إطار التجارة العادلة والإنتاج العضوي، والتي تعمل في 54 قرية في جميع أنحاء الضفة الغربية ويبلغ عدد أعضائها 1500 عضو.
وقد نشر كتابه "صناعة القنبلة البشرية: إثنوغرافيا المقاومة الفلسطينية" عن دار نشر جامعة ديوك في عام 2009.

## نشأته وتعليمه
ولد عام 1964 في الجلمة، وهي قرية زراعية صغيرة بالقرب من جنين، في أقصى شمال الضفة الغربية. ويعيش حاليا في قريته في فلسطين.
بعد دراسته أولاً في كندا، سافر إلى الولايات المتحدة، حيث حصل على درجة البكالوريوس في علوم الكمبيوتر من جامعة ولاية وين في عام 1989. حصل أبو فرحة على درجة الدكتوراه في الأنثروبولوجيا الثقافية والتخطيط الحضري والإقليمي من جامعة ويسكونسن ماديسون في عام 2006.

## حياته المهنية
في عام 2004، أسس أبو فرحة جمعية فلسطين للتجارة العادلة، وهي شبكة من المزارع العائلية الصغيرة المنظمة في إطار التجارة العادلة والإنتاج العضوي، والتي تعمل في 54 قرية في جميع أنحاء الضفة الغربية ويبلغ عدد أعضائها 1500 عضو.
كما أسس شركة كنعان للتجارة العادلة، وهي علامة تجارية لأسلوب حياة صحي من الأطعمة الفلسطينية المتخصصة التي تباع في الولايات المتحدة وأوروبا. منتجات كنعان فلسطين معتمدة بالتجارة العادلة والعضوية وتقدم زيت الزيتون الفلسطيني.

## منشوراته
- صناعة القنبلة البشرية: دراسة إثنوغرافية للمقاومة الفلسطينية. مطبعة جامعة ديوك، 2009.
- فصل كتاب: الأجندة الفلسطينية البديلة. في المأزق الفلسطيني الإسرائيلي: استكشاف الحلول البديلة للصراع الفلسطيني الإسرائيلي. مهدي عبد الهادي، محرر. الجمعية الفلسطينية الأكاديمية للشؤون الدولية (باسيا)، القدس 2005.
- منظمات التجارة البديلة وحركة التجارة العادلة. البحث الاجتماعي: من أجل عالم أفضل. العدد 6، الربيع (2013).
- الانتحار والعنف والمفاهيم الثقافية للاستشهاد في فلسطين. البحث الاجتماعي: مجلة فصلية دولية للأبحاث الاجتماعية. نيل وايت هيد وناصر أبو فرحة (2008).
- أرض الرموز: الصبار والخشخاش والبرتقال وأشجار الزيتون في فلسطين. (6-2008) الهويات: دراسات عالمية في الثقافة والسلطة. المجلد 15.
- القومية الثنائية في فلسطين-إسرائيل: خيار تاريخي فلسطيني وليس الملاذ الأخير. - شؤون تنموية، حزيران 2005، الملتقى الفكري العربي – القدس.
- عمل بيرد يعكس النضال الفلسطيني، يوليو/تموز 2001. كابيتال تايمز، ماديسون. مقالة صحفية.

## الجوائز
- جائزة عالم واحد، IFOAM Organics، ألمانيا، أكتوبر 2017.
- جائزة المصدر الفلسطيني للعام، بالتريد ووزارة الاقتصاد، فلسطين 2016.
- جائزة بريميو فيردي، مؤسسة نافارو، مدريد، إسبانيا، نوفمبر 2015.
- جائزة القيادة، فئة المواطنة. جمعية الأغذية المتخصصة، الولايات المتحدة الأمريكية. يناير 2013.
- جائزة إلهام الأمل. بناة السلام بين الأديان. شيكاغو، الولايات المتحدة الأمريكية. ديسمبر 2010.